# BGL Luxembourg Open
BGL Luxembourg Open — міжнародний тенісний турнір серед жінок, що проводиться в Люксембурзі на хардових кортах. Спочатку задумувався як виставковий турнір, але з 1996 року увійшов до календаря жіночого туру. Від 2009 року належить до серії WTA International з призовим фондом 250 тисяч доларів і турнірною сіткою, розрахованою на 32 учасниці в одиночному розряді і 16 пар.

## Загальна інформація
Турнір в Люксембурзі спочатку замислювався як виставковий і в такому статусі проходив перші кілька років свого існування: з 1991 по 1995 рік. 1996 року змагання отримало офіційний статус, увійшовши в календар професійного жіночого туру, поповнивши осінню серію турнірів у залі.
З 2014 року, через небажання організаторів перенести фінали з неділі, результати люксембурзького турніру не входять в залік чемпіонської гонки WTA.
Переможниці та фіналістки
Найбільш титулованою тенісисткою в історії одиночного турніру є бельгійка Кім Клейстерс, яка перемагала на люксембурзьких змаганнях п'ять разів між 1999 і 2005 роком. У парних турнірах цей статус належить чешці Іветі Бенешовій, яка виграла на місцевих кортах три титули і ще раз грала у фіналі.

## Фінали

### Одиночний розряд
| Рік                        | Переможниця         | Фіналістка                 | Рахунок                 |
| -------------------------- | ------------------- | -------------------------- | ----------------------- |
| 2019                       | Олена Остапенко     | Юлія Ґерґес                | 6–4, 6–1                |
| 2018                       | Юлія Ґерґес         | Белінда Бенчич             | 6–4, 7–5                |
| 2017                       | Каріна Віттгефт     | Моніка Пуїг                | 6–3, 7-5                |
| 2016                       | Моніка Нікулеску    | Петра Квітова              | 6–4, 6–0                |
| 2015                       | Дой Місакі          | Мона Бартель               | 6–4, 6–7(7–9), 6–0      |
| 2014                       | Анніка Бек          | Барбора Заглавова-Стрицова | 6–2, 6–1                |
| 2013                       | Каролін Возняцкі    | Анніка Бек                 | 6–2, 6–2                |
| 2012                       | Вінус Вільямс       | Моніка Нікулеску           | 6-2, 6-3                |
| 2011                       | Вікторія Азаренко   | Моніка Нікулеску           | 6–2, 6–2                |
| 2010                       | Роберта Вінчі       | Юлія Ґерґес                | 6–3, 6–4                |
| 2009                       | Тімеа Бачинскі      | Сабіне Лісіцкі             | 6–2, 7–5                |
| ↑ Міжнародний турнір WTA ↑ |                     |                            |                         |
| 2008                       | Олена Дементьєва    | Каролін Возняцкі           | 2–6, 6–4, 7–6(4)        |
| ↑ Турнір III рівня ↑       |                     |                            |                         |
| 2007                       | Ана Іванович        | Даніела Гантухова          | 3–6, 6–4, 6–4           |
| 2006                       | Альона Бондаренко   | Франческа Ск'явоне         | 6–3, 6–2                |
| 2005                       | Кім Клейстерс       | Анна-Лена Гренефельд       | 6–2, 6–4                |
| ↑ Турнір II рівня ↑        |                     |                            |                         |
| 2004                       | Алісія Молік        | Дінара Сафіна              | 6–3, 6–4                |
| 2003                       | Кім Клейстерс       | Чанда Рубін                | 6–2, 7–5                |
| 2002                       | Кім Клейстерс       | Магдалена Малеєва          | 6–1, 6–2                |
| 2001                       | Кім Клейстерс       | Ліза Реймонд               | 6–2, 6–2                |
| 2000                       | Дженніфер Капріаті  | Магдалена Малеєва          | 4–6, 6–1, 6–4           |
| 1999                       | Кім Клейстерс       | Домінік Ван Рост           | 6–2, 6–2                |
| 1998                       | Марі П'єрс          | Сільвія Фаріна Елія        | 6–0, 2–0, припинила гру |
| 1997                       | Аманда Кетцер       | Барбара Паулюс             | 6–4, 3–6, 7–5           |
| 1996                       | Анке Губер          | Каріна Габшудова           | 6–3, 6–0                |
| ↑ Турнір III рівня ↑       |                     |                            |                         |
| 1995                       | Сабін Аппельманс    | Марі П'єрс                 |                         |
| 1994                       | Мартіна Навратілова | Аранча Санчес              | не відомий              |
| 1993                       | Мартіна Навратілова | Мері Джо Фернандес         | не відомий              |
| 1992                       | Яна Новотна         | Лейла Месхі                | не відомий              |
| 1991                       | Яна Новотна         | Юдіт Віснер                | не відомий              |
| ↑ Демонстраційний турнір ↑ |                     |                            | не відомий              |

### Парний розряд
| Рік                        | Чемпіонки                                 | Фіналістки                                | Рахунок               |
| -------------------------- | ----------------------------------------- | ----------------------------------------- | --------------------- |
| ↓ Турнір III рівня ↓       |                                           |                                           |                       |
| 1996                       | Крісті Богерт Наталі Тозья                | Барбара Ріттнер Домінік Ван Рост          | 2–6, 6–4, 6–2         |
| 1997                       | Лариса Нейланд Гелена Сукова              | Майке Бабель Лоранс Куртуа                | 6–2, 6–4              |
| 1998                       | Олена Лиховцева Суґіяма Ай                | Лариса Нейланд Олена Татаркова            | 6–7, 6–3, 2–0 ret.    |
| 1999                       | Іріна Спирля Каролін Віс                  | Тіна Кріжан Катарина Среботнік            | 6–1, 6-2              |
| 2000                       | Александра Фусаї Наталі Тозья             | Любомира Бачева Крістіна Торренс Валеро   | 6–3, 7-6(0)           |
| 2001                       | Олена Бовіна Даніела Гантухова            | Б'янка Ламаде Патті Шнідер                | 6–3 6–3               |
| 2002                       | Кім Клейстерс Жанетт Гусарова             | Квета Грдлічкова Барбара Ріттнер          | 4–6, 6–3, 7–5         |
| 2003                       | Марія Шарапова Тамарін Танасугарн         | Олена Татаркова Марлене Вайнгертнер       | 6-1, 6-4              |
| 2004                       | Вірхінія Руано Паскуаль Паола Суарес      | Джил Крейбас Марлене Вайнгертнер          | 6-1, 6-7, 6-3         |
| ↓ Турнір II рівня ↓        |                                           |                                           |                       |
| 2005                       | Ліза Реймонд Саманта Стосур               | Кара Блек Ренне Стаббс                    | 6–7, 7–5, 6–4         |
| 2006                       | Квета Пешке Франческа Ск'явоне            | Анна-Лена Гренефельд Лізель Губер         | 2-6, 6-4, 6-1         |
| 2007                       | Івета Бенешова Жанетт Гусарова            | Вікторія Азаренко Шахар Пеєр              | 6–4, 6–2              |
| ↓ Турнір III рівня ↓       |                                           |                                           |                       |
| 2008                       | Сорана Кирстя Марина Еракович             | Віра Душевіна Коритцева Марія Сергіївна   | 2–6, 6–3, [10–8]      |
| ↓ Міжнародний турнір WTA ↓ |                                           |                                           |                       |
| 2009                       | Івета Бенешова Барбора Заглавова-Стрицова | Владіміра Углірова Рената Ворачова        | 1–6, 6–0, [10–7]      |
| 2010                       | Тімеа Бачиньскі Татьяна Гарбін            | Івета Бенешова Барбора Заглавова-Стрицова | 6–4, 6–4              |
| 2011                       | Івета Бенешова Барбора Заглавова-Стрицова | Луціє Градецька Катерина Макарова         | 7–5, 6–3              |
| 2012                       | Андреа Главачкова Луціє Градецька         | Ірина-Камелія Бегу Моніка Нікулеску       | 6–3, 6–4              |
| 2013                       | Стефані Фогт Яніна Вікмаєр                | Крістіна Барруа Лора Торп                 | 7–6(7–2), 6–4         |
| 2014                       | Тімеа Бачинскі Крістіна Барруа            | Луціє Градецька Барбора Крейчикова        | 3–6, 6–4, [10–4]      |
| 2017                       | Леслей Керкгове Лідія Морозова            | Ежені Бушар Кірстен Фліпкенс              | 6–7(4–7), 6–4, [10–6] |
| 2018                       | Грет Міннен Алісон ван Ейтванк            | Віра Лапко Менді Мінелла                  | 7–6(7–3), 6–2         |
| 2019                       | Коко Гофф Кейті Макнеллі                  | Кейтлін Крістіан Алекса Гуарачі           | 6–2, 6–2              |